# 4022 Nonna
4022 Nonna è un asteroide della fascia principale. Scoperto nel 1981, presenta un'orbita caratterizzata da un semiasse maggiore pari a 2,357678 UA e da un'eccentricità di 0,126832, inclinata di 5,089802° rispetto all'eclittica. Ha un diametro di 3,670 km, un periodo di rotazione di 2,5877 ore e un'albedo di 0,907.
Fa parte della famiglia di asteroidi Vesta.
L'asteroide è dedicato all'attrice russa Nonna Viktorovna Mordjukova.